# Schizoporella elmwoodiae
Schizoporella elmwoodiae is een mosdiertjessoort uit de familie van de Schizoporellidae. De wetenschappelijke naam van de soort is voor het eerst geldig gepubliceerd in 1900 door Waters.